# Щукин, Сергей Иванович
Серге́й Ива́нович Щу́кин (24 июня [6 июля] 1854, Москва — 10 января 1936, Париж, Франция) — московский купец, благотворитель и коллекционер; владелец выдающейся коллекции французской модернистской живописи, вошедшей (наряду с собраниями братьев Морозовых) в основу Музея нового западного искусства в Москве, ныне распределенной по собраниям современных Пушкинского музея и Эрмитажа.

## Биография
Щукин родом из купеческой старообрядческой семьи. Сын известного в Москве фабриканта — старообрядца Ивана Васильевича Щукина. Брат Дмитрия, Ивана и Петра Щукиных.
В детстве не обучался в учебных заведениях из-за заикания; только после лечения у доктора Денгарта он учился и окончил Высшую коммерческую академию в Гере, Тюрингия (1876). В торговом доме «И. В. Щукин с сыновьями» он стал преемником своего отца.
В 1884 году женился на Лидии Григорьевне Кореневой (1863—1907), дочери екатеринославского помещика; в семье было три сына — Иван, Сергей и Григорий — и дочь Екатерина. В доме Щукиных в Большом Знаменском переулке (№ 8) устраивались вечера камерной музыки.
В 1905 году исчез из дома младший сын Сергей. По слухам, он утопился. Через два года умерла жена, которая не вынесла горя.
В 1906 году снарядил караван и отправился в экспедицию в Египет.
В 1910 году сделал крупное пожертвование в пользу Московского университета: финансировал устройство Психологического института, получившего имя покойной жены мецената в соответствии с его пожеланием. Его вклад составил 100 тысяч рублей на строительство здания и 20 тысяч рублей на оборудование института.
В 1915 году Щукин женился вторично — на Надежде Афанасьевне Конюс (урождённая Миротворцева; 1871—1954).
В мае 1918 года галерея Щукина была национализирована, а сам Щукин исполнял в галерее обязанности хранителя и экскурсовода. В августе 1918 года эмигрировал в Германию. Покидая Москву, Щукин просил оставить хранителем и библиотекарем своей картинной галереи мужа дочери Екатерины, Михаила Павловича Келлера Затем переехал во Францию и поселился в Ницце.

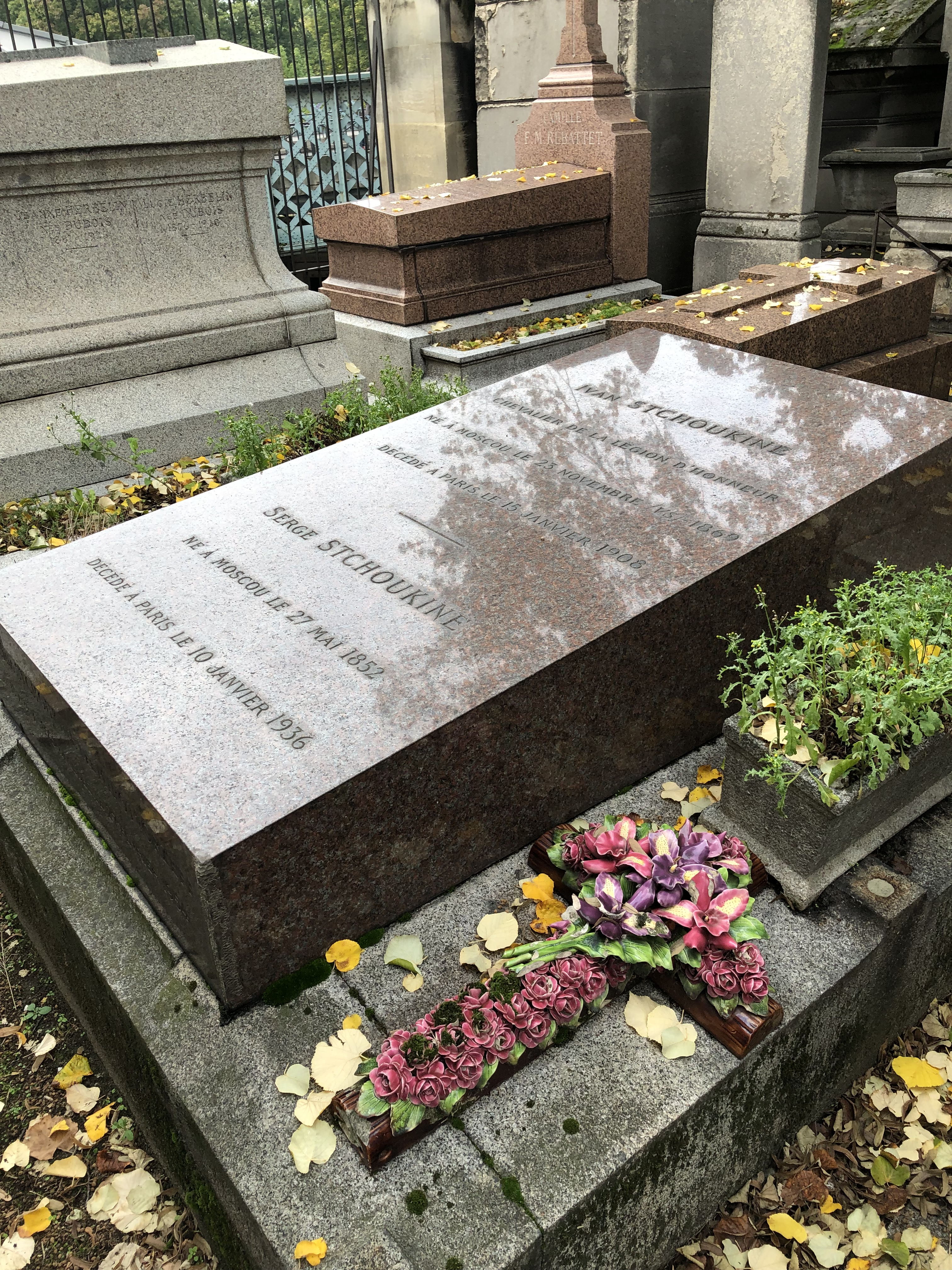
Могила С. И. Щукина на кладбище Монмартра

Скончался в Париже в 1936 году. Похоронен на кладбище Монмартр, Avenue des Polonais 1-e Division, 4 ligne, la tombe 24.

## Коллекция

### Начало собирательства
После покупки в 1882 году особняка князей Трубецких в Большом Знаменском переулке Щукин распродал княжеские коллекции оружия и картины передвижников, приобретя взамен несколько норвежских пейзажей Фритса Таулова, которые положили начало его будущей коллекции.
Из пяти своих братьев-коллекционеров Сергей Иванович Щукин стал коллекционером последним; до 1887 года, когда он начал целенаправленно приобретать картины, он занимался коммерческой деятельностью. В отличие от большинства других русских коллекционеров рубежа XIX—XX вв., С. И. Щукин покупал картины на свой вкус, предпочитая импрессионистов, а затем и постимпрессионистов. За короткое время он стал одним из самых любимых клиентов парижских галеристов. Щукин поддерживал контакты с известнейшим из них, Полем Дюран-Рюэлем, а у Амбруаза Воллара Щукин приобрёл большую часть своих картин Сезанна (всего у него их было 8).
Щукину удалось собрать лучшие образцы современного ему французского искусства. Он признавался своей дочери:

Если, увидев картину, ты испытываешь психологический шок — покупай её.
Формирование коллекции прошло в два этапа: в 1897—1906 годах Сергей Щукин приобретал картины импрессионистов, в 1906—1914 годах его интересы перешли к постимпрессионизму. Сергей Щукин часто бывал в Париже и перевёл крупную сумму на отдельный банковский счёт в Берлине, чтобы оперативно оплачивать покупки. Этими деньгами Сергей Щукин позднее мог пользоваться, когда был вынужден эмигрировать.
В 1908 году в журнале «Русская мысль» появилась статья П. П. Муратова «Щукинская галерея — очерк по истории новейшей живописи», в которой был впервые указан состав собрания и обнародована воля владельца о передаче в будущем этой коллекции в дар Третьяковской галерее. С 1909 года С. И. Щукин открыл свой особняк для посещения всех желающих ознакомиться с коллекцией, что вызвало определённую тревогу у преподавателей Московского училища живописи за своих учеников.

После Февральской революции Щукин, в отличие от И. А. Морозова, согласился показать свои картины французским депутатам-социалистам Мариусу Мутэ и Марселю Кашену. По воспоминаниям П. А. Бурышкина, бывшего тогда товарищем городского головы, Мутэ сказал: 
Вот видите, наша буржуазия все эти сокровища пропустила, и её не трогают, а ваша их собрала, и вас преследуют.
Позднее, когда Щукин уже жил в Париже, один из крупных торговцев картинами предлагал ему передать бесплатно картины некоторых художников, чтобы те могли заявить, что известный коллекционер собирает их произведения. Щукин отказался. По словам П. А. Бурышкина, Сергей Иванович говорил, что если бы он ещё коллекционировал, то собирал бы картины Рауля Дюфи. В конце 1920-х годов, когда некоторые из русских эмигрантов начали судебные процессы о собственности на предметы искусства, оставшиеся в России, прошёл слух, что и Щукин будет по суду требовать свою коллекцию. По свидетельству Бурышкина, Щукин в разговоре с ним опроверг это утверждение, сказав: 

…Я собирал не только и не столько для себя, а для своей страны и своего народа. Что бы на нашей земле ни было, мои коллекции должны оставаться там
.

### Галерея. Избранные картины

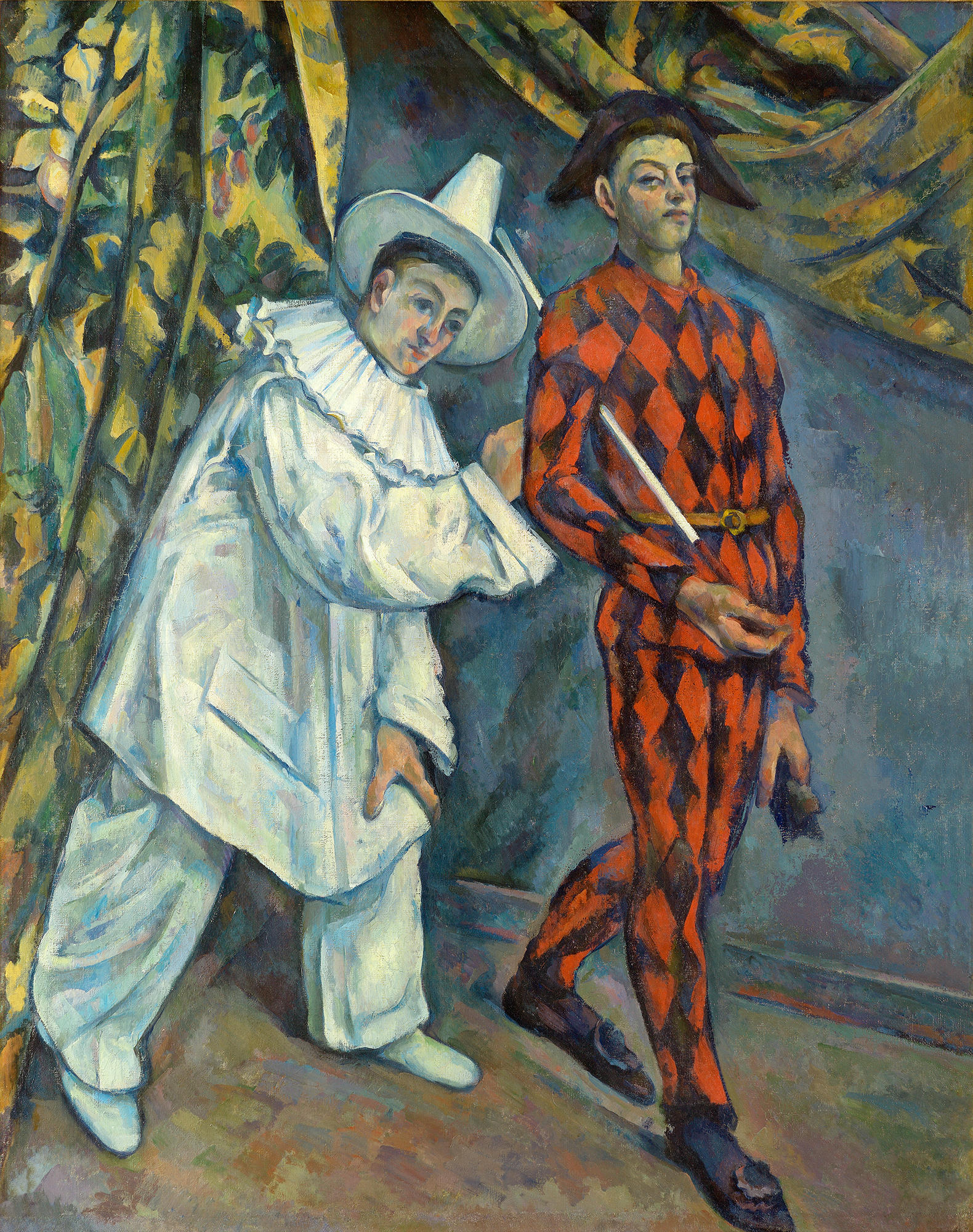
«Пьеро и Арлекин», Поль Сезанн, ГМИИ
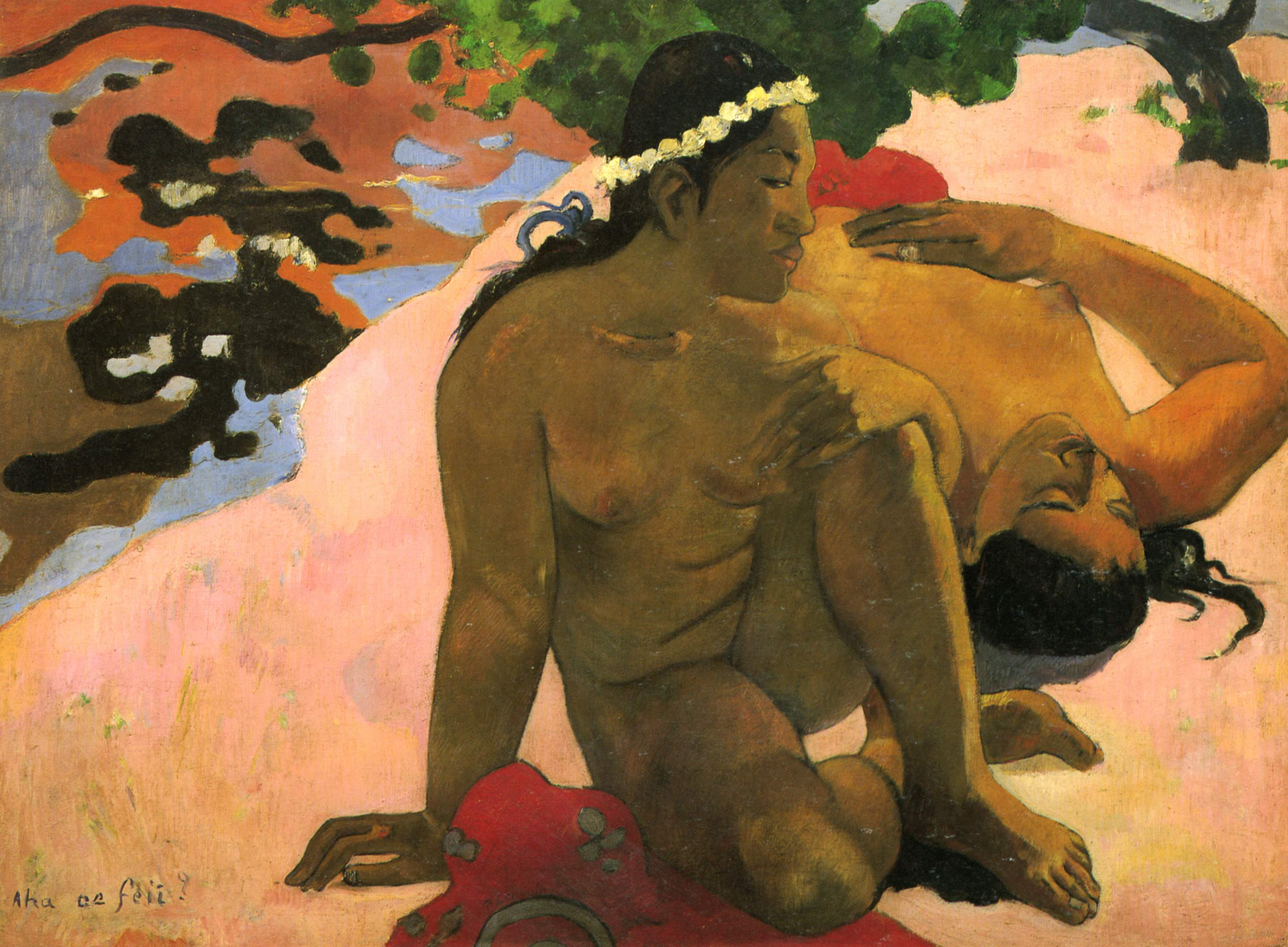
«А, ты ревнуешь?», Поль Гоген, ГМИИ
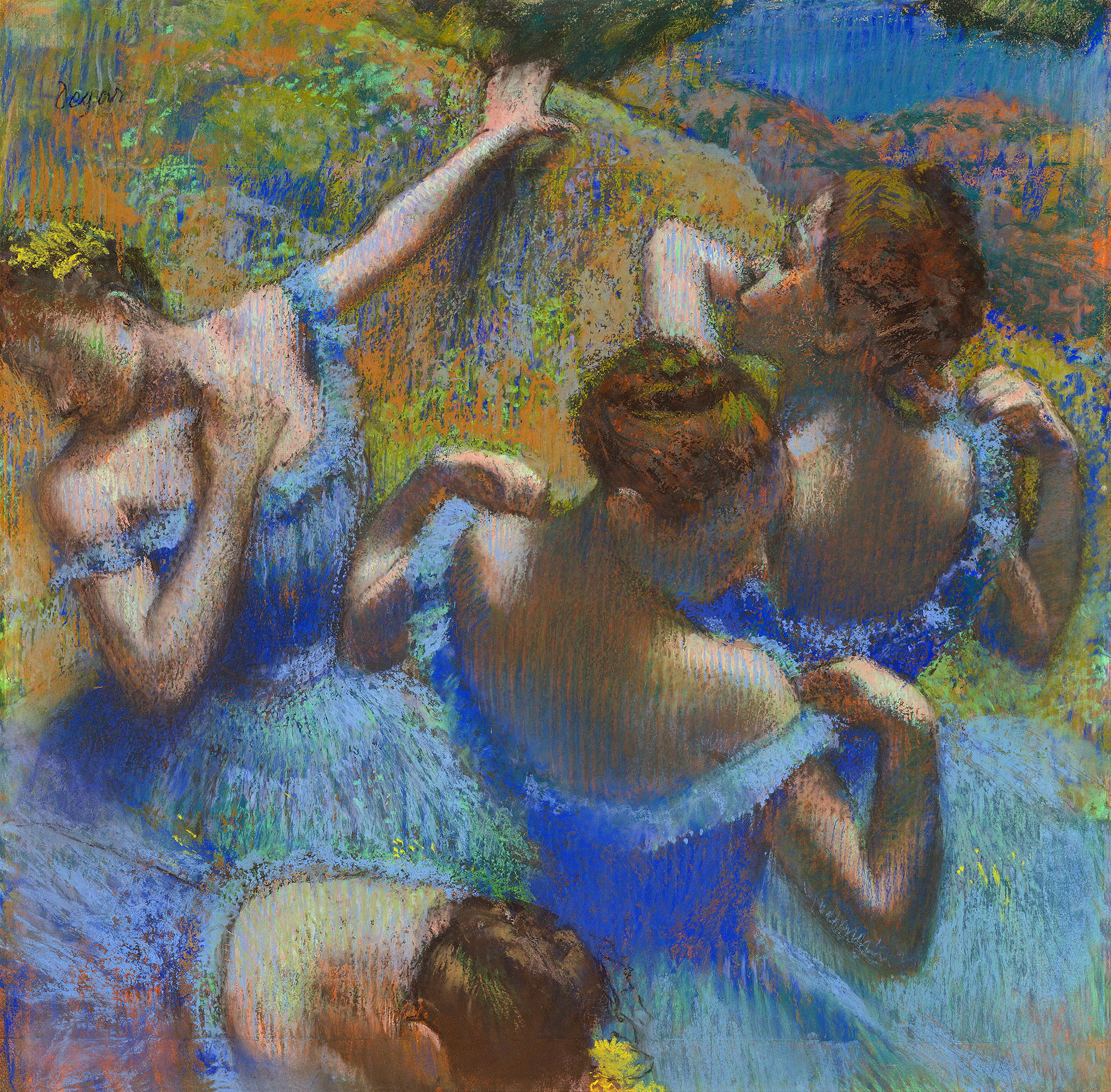
«Голубые танцовщицы», Эдгар Дега, ГМИИ
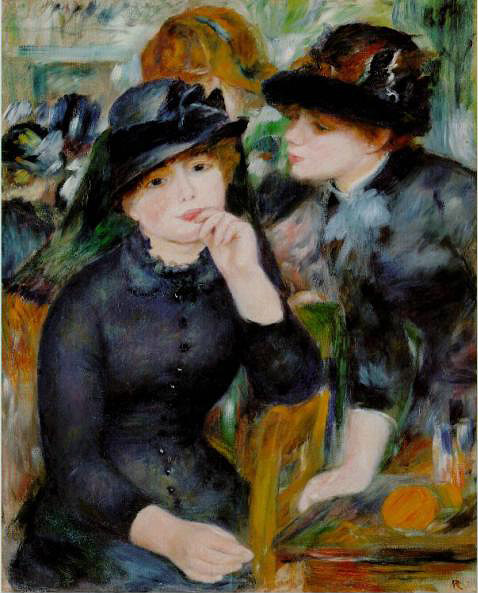
«Девушки в чёрном», Огюст Ренуар, ГМИИ
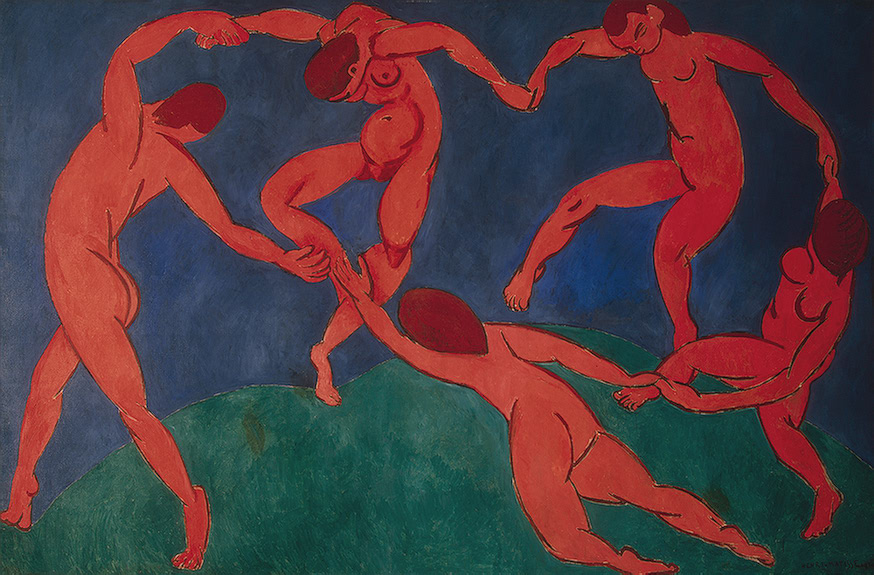
«Танец», Анри Матисс, 1910, Эрмитаж

### Картины Моне
Считается, что первое полотно Моне, купленное им в ноябре 1898 года — «Скалы в Бель-Иль» (ГМИИ). Это была первая картина Моне, появившаяся в России.
К середине 1900-х годов он приобрёл одиннадцать полотен мастера (среди них — «Сирень на солнце»).
Впоследствии его собрание обогатилось полотнами Дж. Уистлера, Пюви де Шаванна, П. Синьяка, Анри Руссо.

### Картины Матисса
Особенно тесное сотрудничество сложилось у Щукина с Анри Матиссом, которому Щукин заказал панно «Музыка» и «Танец», а также «Гармонию в красном» («Красную комнату»), специально заказанную Щукиным в 1908 году для столовой.
Картины Матисса в особняке, включая «Игроков в шары», были размещены под наблюдением самого художника во время его приезда в Москву.

### Картины Гогена
В столовой особняка Щукина висело 16 картин Гогена в плотной развеске — «они были сдвинуты одна к другой так тесно, что сначала зритель даже не отмечал, где кончается одна и начинается другая. Создавалось впечатление фрески, иконостаса», как отмечал в журнале «Аполлон» критик Яков Тугенхольд. Правда, оценить этого художника Щукин смог лишь после некоторого усилия: купив первое полотно, он повесил его в своём кабинете и долго привыкал к нему, рассматривая в одиночестве. Зато, распробовав, скупил почти весь таитянский цикл.

### Картины Пикассо
Поскольку Пикассо отказывался экспонироваться, с его работами Щукин познакомился, посещая частные дома, в частности, «салон» Гертруды Стайн и собрания её братьев Лео и Майкла. В число покупок Щукина вошли: «Любительница абсента», «Старый еврей с мальчиком», «Портрет поэта Сабартеса», другие работы розового и голубого периодов, а также кубистические «Женщина с веером», «Фабрика в селении Хорта де Эбро». Собрание Щукина пополнили «Пикассо» из собрания Стайнов, распроданного в 1913 году.

### Судьба коллекции
- 1918, осень — опубликован декрет Ленина о национализации галереи Сергея Ивановича Щукина, к тому времени уже эмигрировавшего[12]. Хранителем назначена дочь Щукина — Екатерина Сергеевна Келлер.
- 1919, весна — коллекция открыта для посещения под названием «Первый музей новой западной живописи».
- 1923 — коллекцию соединяют с морозовским собранием («Вторым музеем новой западной живописи») и перемещают в бывший особняк Ивана Морозова, который получает название ГМНЗИ (Государственный музей нового западного искусства).
- 1948 — ГМНЗИ расформировывают на волне кампании борьбы с космополитизмом. Полотна делят между Эрмитажем и ГМИИ.

### Оценки стоимости
По оценкам аукционного дома Сотбис, стоимость коллекции Сергея Ивановича Щукина на 2012 год составляла 8,5 млрд долларов США.

## Семья
- Сын — Иван Сергеевич Щукин (1886—1976), французский востоковед, специалист по истории восточного искусства[16].
  - Внук — Андре-Марк Делок-Фурко (р. 1942), французский и российский коллекционер искусства. 13 июня 2019 года получил российское гражданство.

## Документалистика
1. 1 2 3  Лекция из цикла «История искусства». Лектор — доктор искусствоведения, специалист по истории коллекционирования в России Н. Ю. Семёнова. Модераторы — Е. С. Кочеткова, канд. искусствоведения, куратор образовательных программ Московской биеннале современного искусства, с.н.с. Исторического факультета МГУ имени М. В. Ломоносова; К. А. Светляков, канд. искусствоведения, куратор Государственной Третьяковской галереи. ИП «Петросянц В. Е.» по заказу ГТРК «Культура». 2017 г (21 октября 2017). Колыбель русского авангарда: Гоген, Матисс и Пикассо в Москве. Россия-Культура. Архивировано 24 июня 2019. Дата обращения: 10 июня 2019. {{cite episode}}: |series= пропущен или пуст (справка)
2. 1 2  Телепрограмма-лекция искусствоведа Наталии Юрьевны Семёновой из серии «История искусства». ИП «Петросянц В. Е.» по заказу ВГТРК. 2019 г (10 июня 2019). Наталия Семёнова. Анри Матисс. «Танец».  50 мин. ГТРК «Культура». Архивировано 17 июня 2019. Дата обращения: 17 июня 2019. {{cite episode}}: |series= пропущен или пуст (справка)